# Georg Caspers
Georg Caspers (* 1969 in Koblenz) ist ein deutscher Rechtswissenschaftler.

## Leben
Nach dem Abitur 1989 am Görres-Gymnasium (Koblenz) und dem Wehrdienst (1989–1990) in Mittenwald studierte er von 1990 bis 1995 Rechtswissenschaften in Freiburg im Breisgau (1995 erste juristische Staatsprüfung). Nach der Promotion 1997 in Freiburg im Breisgau absolvierte er von 1997 bis 1999 das Referendariat in Mainz. Nach der zweiten juristischen Staatsprüfung 1999 war er von 1999 bis 2005 wissenschaftlicher Assistent am Institut für Wirtschaftsrecht, Arbeitsrecht und Sozialversicherungsrecht der Albert-Ludwigs-Universität Freiburg (Manfred Löwisch). Nach der Habilitation 2007 in Freiburg im Breisgau (Lehrbefugnis für Bürgerliches Recht, Arbeitsrecht, Sozialrecht) ist er seit 2007 Inhaber des Lehrstuhls für Bürgerliches Recht und Arbeitsrecht an der Friedrich-Alexander-Universität Erlangen-Nürnberg.

## Schriften (Auswahl)
- Personalabbau und Betriebsänderung im Insolvenzverfahren. Die Neuregelungen zum Kündigungsschutz und zur Mitbestimmung bei Betriebsänderungen durch die Insolvenzordnung und das arbeitsrechtliche Beschäftigungsförderungsgesetz 1996. Köln 1998, ISBN 3-8145-1618-4.
- mit Manfred Löwisch und Daniela Neumann: Beschäftigung und demographischer Wandel. Beschäftigung älterer Arbeitnehmerinnen und Arbeitnehmer als Gegenstand von Arbeits- und Sozialrecht.  Baden-Baden 2003, ISBN 3-7890-8369-0.
- mit Manfred Löwisch und Steffen Klumpp: Arbeitsrecht. Ein Studienbuch. München 2019, ISBN 3-8006-6021-0.